# جيمس بروس بسل
الدكتور جيمس بروس بَسِل (بالإنجليزية: James B. Bussel) من مواليد 1949 في مدينة نيويورك، هو أستاذ فخري في طب الأطفال والتوليد وأمراض النساء في كلية وايل كورنيل للطب التابعة لجامعة كورنيل في مدينة نيويورك.

## سيرة مهنية
التحق الدكتور جيمس بروس بَسِل بصفوف جامعة ييل حيث تحصل على بكالوريوس العلوم بامتياز مع مرتبة الشرف سنة 1971، ثم على الدكتوراه في الطب من كلية الأطباء والجراحين بجامعة كولومبيا في نيويورك عام 1975. وأكمل – بعد تَخرُّجه – فترة امتياز لمدة عام في طب الأطفال، ثم أصبح طبيباً مقيماً في طب الأطفال في مستشفى سينسيناتي للأطفال في ولاية أوهايو بين عامي 1976 و1978. وعاد بعد ذلك إلى نيويورك لإكمال زمالة أخرى مشتركة في أمراض الدم والأورام عند الأطفال في مركز سلون كترنج التذكاري للسرطان، ومستشفى نيويورك المَشيخيّ، حيث عمل كبير زملاء بالمستشفى عامي 1980 و1981. وهو حاصل على البورد الأمريكي في طب الأطفال والبورد الأمريكي في أمراض الدم وأورام الأطفال.
كان منذ عام 1981 طبيبا معالجا في مستشفى نيويورك المَشيخيّ وأستاذًا في كلية وايل كورنيل للطب. تركز اهتمامه في أبحاثه وتجاربه السريرية على فُرْفُرِيَّة قِلَّة الصُّفَيحات مجهولة السبب (بالإنجليزية: Idiopathic thrombocytopenic purpura) وكذلك قلة الصفيحات الوليدية بالمناعة المتباينة عند الأجنة وحديثي الولادة (بالإنجليزية: Fetal-Neonatal Alloimmune Thrombocytopenia).
لقد امتدت مسيرة الدكتور بسِل الأكاديمية والعلمية لأكثر من ثلاثة عقود، عمل خلالها في كلية وايل كورنيل للطب، مُتدرِّجاً في الرتب الأكاديمية من مُدرِّس إلى أن أصبح، سنة 2000، أستاذاً لطب الأطفال في قسم أمراض النساء والولادة، وأستاذاً لطب الأطفال في قسم الطب الباطني، ومديراً لمركز أمراض الصفائح الدموية بكلية وايل كورنيل الطبية منذ سنة 2001. وإضافة إلى ذلك فهو  يتولَّى منذ حوالي 30 عاماً عدداً من المناصب الطبيّة في مستشفى نيويورك المَشيخيّ، والمستشفى التذكاري للسرطان، ومستشفى لينوكس هيل، ومستشفى نيويورك. وهو عضو بمجلس الاستشاريين الطبّيين لرابطة مساندة مرضى اعتلالات الصفائح الدموية.
يُعتبر الدكتور بسِل من رواد المتخصصين في أمراض الدم بالأطفال وبخاصة الأمراض الناتجة عن قلة الصفيحات الوليدية. وقد أجرى مع زميله البروفيسور ريتشارد بيركويتز – أحد كبار علماء طب الأمومة والطب الجنيني – سلسلة من الدراسات العلمية الرائدة حول علاج النقص المفرط في الصفائح الدموية لدى الأَجِنَّة والناتج عن عدم توافق الصفائح الدموية لدى الأم مع نظيراتها لدى الجنين، مما يخلّ بوظائف الصفائح ويُؤدِّي إلى حدوث نزف دماغي للجنين في رحم أمه، أو بعد ولادته، وبالتالي وفاة الجنين أو المولود أو إعاقته الشديدة في كثير من الحالات التي لا تتلقى العلاج. وقد كانت الإمكانات المتاحة لعلاج هذا المرض محدودة جداً حينما بدأ البروفيسور بيركويتز والبروفيسور بسِل دراساتهما. وقد تَمكَّنا من خلال بحوثهما المُتعمِّقة من تطوير علاج يَتمثَّل في حقن الأَجِنَّة أسبوعياً بالبروتينات المناعية منعاً لتدمير الصفائح الدموية لدى الجنين، وقد أثبتت هذه الطريقة تَفوُّقها على الخيارات العلاجية الأخرى في حماية الجنين من النقص المفرط في الصفائح الدموية والنزف الدماغي، مما يسمح بولادة أَجِنَّة سليمة وانحسار نقص الصفائح لديها خلال فترة وجيزة. وقد أَدَّى ذلك النجاح، الذي يُمثِّل حدّاً أدنى للتدخُّل الجراحي لعلاج الأَجِنَّة، إلى تَغيُّر طرق العلاج على مستوى العالم، وأصبح علاج المرض مبنيَّاً على نتائج بحوثهما.

## أبحاثه ومقالاته
للدكتور إسهامات تأليفية كثيرة فقد خط بقلمه أزيد من 400 مقال، وقد نُشِر للدكتور بَسِل ما يقارب 200 بحث علمي والعديد من الفصول في الكتب المتعلقة بأمراض الدم.
من بين ما نشره:
اضطرابات الصفائح الدموية الوراثية: لغز لا يمكن حتى للمبادئ التوجيهية حله.
علاج قلة الصفيحات المناعية باستخدام عقار الترومبوباج في المرضى الذين عانوا ولم يتلقوا ريتوكسيماب سابقًا: التحليل اللاحق لدراسة معمقة.
مجلة الطب التجريبي.

## الجوائز والتقديرات
تحصل الدكتور بَسِل على العديد من الجوائز تقديراً لإنجازاته المُهمَّة. فقد حاز على تقدير المجتمع العلمي، فنال جائزة ألفا من الرابطة الأمريكية لبنوك الدم، واختارته الصحافة حوالي عشرة مرات واحداً من أفضل الأطباء في ولاية نيويورك، كما دُعِي أستاذاً زائراً ومحاضراً في العديد من الجامعات والمحافل العلمية، وانتُخِب عضواُ في الجمعية العالمية للتجلُّط ووقف النزف، وجمعية بحوث طب الأطفال، والجمعية الأمريكية لأمراض الدم وسرطان الأطفال، والجمعية الطبية لمنطقة نيويورك، وعضو سابق في الرابطة الأمريكية لتقدُّم العلوم، والاتحاد الأمريكي للبحوث السريرية، وجمعية بحوث الدم. وهو، أيضاً، عضو في هيئات تحرير المجلة البريطانية لأمراض الدم، والمجلة الأمريكية لأمراض الدم، والمجلة الأمريكية لطب المواليد وأمراض الدم.

## جائزة الملك فيصل العالمية في الطب
مُنِح الدكتور جيمس بروس بَسِل جائزة الملك فيصل العالمية في الطب مناصفة مع البروفيسور ريتشارد بيركويتز لإجرائهما سَلْسلَة بحوثٍ رائدة، استمرَّت أكثر من عَقدَين، ودرسا التاريخ الطبيعي ومعايير التشخيص المثلى ، وطرق التعامل من النساء الحوامل اللائي لديهن أطفال مصابون بنقص تَعداد الصَّفائِح الدمويَّة. يتسبب هذا المرض في حدوث نزيف داخل الجمجمة إما داخل الرحم أو أثناء فترة حديثي الولادة، مما يتسبب في وفاة أو إعاقة كبيرة تطال عشرة بالمائة من الحالات غير المعالجة. وقد أصبح علاَج هذا المرض في جميع أنحاء العالم مَبْنيّاً بشكل أساس على نتائج بحوثهما.